# Stefano Fraternali
Stefano Fraternali (ur. 13 kwietnia 1986 w Pesaro) – włoski piłkarz występujący na pozycji obrońcy lub pomocnika.

## Kariera klubowa
Karierę na poziomie seniorskim rozpoczął w 2001 roku w zespole AC Azurra Gallo Colbordolo, grającym na poziomie Prima Categoria. W latach 2003–2008 rozegrał 90 spotkań w Serie D jako zawodnik Realu Montecchio. W latach 2009–2015 grał na poziomie Promozione i Eccellenzy jako piłkarz kolejno: Urbino Calcio, AS Cingolana, SS Montegranaro, Realu Montecchio oraz ASD Atletico Gallo. W 2015 roku został zawodnikiem SP La Fiorita (Campionato Sammarinese). W 2016 roku przeniósł się do SP Tre Penne, z którym wywalczył w sezonie 2018/19 mistrzostwo San Marino, dwukrotnie krajowy puchar (2015/16, 2016/17) oraz dwukrotnie Superpuchar San Marino (2017, 2018). Latem 2022 roku został graczem AC Libertas.

## Sukcesy
SP Tre Penne
- mistrzostwo San Marino: 2018/19
- Puchar San Marino: 2015/16, 2016/17
- Superpuchar San Marino: 2017, 2018